# Demografía de Puerto Rico

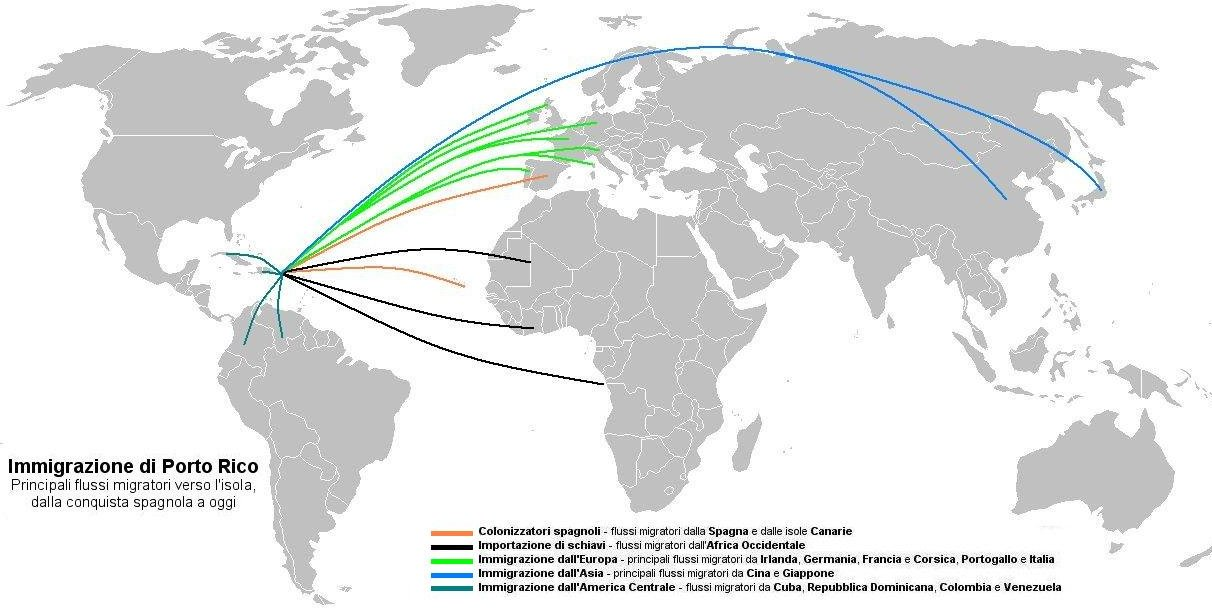
Rutas de inmigración hacia Puerto Rico.

La población de Puerto Rico es producto de la mezcla entre los indígenas taínos, los colonizadores españoles y  los descendientes de africanos sometidos al comercio transatlántico de esclavos.
A estos grupos se sumaron un pequeño número de inmigrantes chinos, italianos, corsos, libaneses, alemanes, escoceses, irlandeses, y más recientemente, estadounidenses, cubanos y dominicanos.
Según un estudio genético realizado en 2010, los puertorriqueños tienen un promedio de 63,7% de ascendencia europea, un 21,2% de ascendencia africana y un 15,2% de ascendencia indígena.
En el censo de Estados Unidos de 2020, el 98,9% de la población de la isla se auto identificó como hispana o latina. En cuanto a la composición racial, el 49,8% se auto identificó como mezcla de razas, el 17,1% como solo blancos, el 7% como negros, el 0,5% como indígenas, el 0,1% como asiáticos, y el 25,5% como parte de otra raza.
| Población de Puerto Rico | Población de Puerto Rico |
| Año                      | Población                |
| ------------------------ | ------------------------ |
| 1765                     | 44 883                   |
| 1800                     | 155 426                  |
| 1815                     | 220 892                  |
| 1860                     | 583 308                  |
| 1899                     | 953 243                  |
| 1910                     | 1 118 012                |
| 1930                     | 1 543 913                |
| 1940                     | 1 869 255                |
| 1950                     | 2 210 703                |
| 1970                     | 2 712 033                |
| 1990                     | 3 522 037                |
| 2000                     | 3 808 610                |
| 2010                     | 3 725 789                |
| 2020                     | 3 285 874                |

| Composición racial de Puerto Rico | Composición racial de Puerto Rico | Composición racial de Puerto Rico |
| Año                               | Población blanca (%)              | Población no blanca (%)           |
| --------------------------------- | --------------------------------- | --------------------------------- |
| 1802                              | 48.0                              | 52.0                              |
| 1812                              | 46.8                              | 53.2                              |
| 1820                              | 44.4                              | 55.6                              |
| 1830                              | 50.1                              | 49.9                              |
| 1877                              | 56.3                              | 43.7                              |
| 1887                              | 59.5                              | 40.5                              |
| 1897                              | 64.3                              | 35.7                              |
| 1899                              | 61.8                              | 38.2                              |
| 1910                              | 65.5                              | 34.5                              |
| 1920                              | 73.0                              | 27.0                              |
| 1930                              | 74.3                              | 25.7                              |
| 1935                              | 76.2                              | 23.8                              |
| 1940                              | 76.5                              | 23.5                              |
| 1950                              | 79.7                              | 20.3                              |
| 2000                              | 80.5                              | 19.5                              |
| 2010                              | 75.8                              | 24.2                              |
| 2020                              | 17.1                              | 82.9                              |

## Estadísticas
Población: 3 916 632 (julio de 2005 est.)
Hombres: 1 881 460
Mujeres: 2 035 172
Edad ternaria:

0-14 años:
22 % (hombres 441 594; mujeres 421 986)

15-64 años:
65.5 % (hombres 1 228 583; mujeres 1 337 066)

65 años para adelante:
12.4 % (hombres 211 283; mujeres 276 120) (2005 est.)